# Vorläufiger Rechtsschutz
Unter vorläufigem Rechtsschutz (auch einstweiliger Rechtsschutz oder teils unzutreffend, aber verbreitet Eilverfahren) versteht man im Prozessrecht die Möglichkeit, subjektive Rechte bei Dringlichkeit bereits vor der Entscheidung über eine Klage wirksam zu schützen. Wenn wegen der Dauer des Verfahrens zu befürchten ist, dass bis zur Entscheidung in der Hauptsache ein streitiges Recht endgültig verkürzt oder eine Rechtsverletzung fortgesetzt werde, reicht die Anrufung eines Gerichts im Hauptsacheverfahren für einen wirksamen Rechtsschutz ausnahmsweise nicht aus.
Die Möglichkeit, einstweilen eine etwaige Rechtsverletzung zu verhindern, kann sowohl gesetzlich bestimmt sein als auch von einer Behörde oder von einem Gericht angeordnet werden. Während sich gesetzlicher vorläufiger Rechtsschutz darauf beschränkt, Rechtsbehelfen oder Rechtsmitteln aufschiebende Wirkung zukommen zu lassen (Suspensiveffekt), können durch Anträge auch gestaltende Regelungen erreicht werden.

## Allgemeines
Der vorläufige Rechtsschutz ist Ausfluss des Grundrechts auf effektiven Rechtsschutz, Art. 19 Abs. 4 GG. Nach dem Bundesverfassungsgericht gilt: „Wirksamer Rechtsschutz bedeutet auch Rechtsschutz innerhalb angemessener Zeit. Daraus folgt, dass gerichtlicher Rechtsschutz namentlich im Eilverfahren so weit wie möglich der Schaffung solcher vollendeter Tatsachen zuvorzukommen hat, die dann, wenn sich eine Maßnahme bei endgültiger richterlicher Prüfung als rechtswidrig erweist, nicht mehr rückgängig gemacht werden können.“
Allen Formen des vorläufigen Rechtsschutzes ist gemeinsam, dass sie keine endgültige Entscheidung treffen und die Schaffung vollendeter Tatsachen grundsätzlich nicht gestatten (Verbot der Vorwegnahme der Hauptsache). Sie sichern damit die Wirksamkeit und Umsetzbarkeit einer nachfolgenden Entscheidung im Hauptsacheverfahren. Vorläufiger Rechtsschutz kann nur so lange beansprucht werden, wie ein Recht in der Hauptsache geltend gemacht wird oder (noch) geltend gemacht werden kann (sog. latente Akzessorietät des vorläufigen Rechtsschutzes). Grundsätzlich wird vorläufiger Rechtsschutz in allen Rechtsgebieten gewährt.
Mit einem Hängebeschluss ist auch eine zeitlich begrenzte, durch die Entscheidung im vorläufigen Rechtsschutzverfahren selbst auflösend bedingte Zwischenregelung zulässig (sog. Eil-Eil-Rechtsschutz).
Im vorläufigen Rechtsschutz durch ein Gericht ist der Prüfungsmaßstab reduziert. Es erfolgt lediglich eine so genannte summarische (überschlägige) Prüfung. Ausreichend ist die wohlbegründete Möglichkeit, dass der Antrag zulässig und begründet ist. Eine an Sicherheit grenzende Wahrscheinlichkeit ist nicht erforderlich. Auch die Art der Darlegung weicht vom Hauptsacheverfahren ab. Das Gericht kann auch ohne mündliche Verhandlung oder sonstige Anhörung durch Beschluss entscheiden und Fristen abkürzen. Die Notwendigkeit zur Beschleunigung des Verfahrens lässt in der Regel die Durchführung einer förmlichen Beweisaufnahme (Zeugenvernehmung, Ortsbesichtigung, Sachverständigengutachten) nicht zu. Entschieden wird auf der Basis des vorgetragenen oder bekannten Sachverhalts und der von dem Antragsteller glaubhaft gemachten Tatsachen. Es ist auch zulässig, eine eidesstattliche Versicherung zu berücksichtigen.
Im Allgemeinen bedarf es eines Anordnungsanspruchs und eines Anordnungsgrundes. Anordnungsanspruch ist der in der Hauptsache geltend gemachte oder geltend zu machende materiellrechtliche Anspruch des Antragstellers gegen den Antragsgegner (§ 194 Abs. 1 BGB); mit Anordnungsgrund ist die Eilbedürftigkeit der Sache gemeint, d. h., es muss für den Antragsteller aus Zeitgründen unzumutbar sein, seinen Anspruch in einem regulären Klageverfahren zu verfolgen. In Verfahren des vorläufigen Rechtsschutzes vor den Verwaltungsgerichten (auch Sozialgericht und Finanzgericht) entfallen diese Voraussetzungen jedenfalls dann, wenn der Widerspruch oder die Klage gegen den betreffenden Verwaltungsakt keine aufschiebende Wirkung oder die Behörde die sofortige Vollziehung (VzA) angeordnet hat. Rechtsschutzziel ist dann die Aussetzung der Vollziehung (AdV). Der Antrag an die Behörde oder das Gericht ist darauf gerichtet, die aufschiebende Wirkung des Widerspruchs oder der Klage wiederherzustellen bzw. anzuordnen. Von einer Eilbedürftigkeit ist hier in der Regel auszugehen (die Behörde will ihren Verwaltungsakt vollstrecken), und statt eines Anordnungsanspruchs findet eine Prüfung der Erfolgsaussichten in der Hauptsache, in Zweifelsfällen eine Interessenabwägung statt.

## Abgrenzung
Der vorläufige Rechtsschutz ist vom vorbeugenden Rechtsschutz zu unterscheiden, welcher schon vor der Entstehung von Rechtspositionen verhindern soll, dass diese Rechte später nicht oder nur noch unter erheblichen Schwierigkeiten oder unzumutbaren Nachteilen durchgesetzt werden können. Typischer Fall ist das Planungsrecht, in dem auf eine vorbeugende Unterlassungsklage verwiesen wird, um spätere Planungsschritte nicht zu behindern. Hierfür stehen jedoch grundsätzlich keine Eilverfahren zur Verfügung. Klagebefugt ist man vielmehr nur, so lange eine Rechtsgutsverletzung droht und noch nicht eintritt, aber initiale Planungs- und Entwicklungsschritte eine erkennbare Stufentendenz festlegen und noch anfechtbar sind.
Beispiel: Bei Beplanung neuer Baugebiete, in denen u. a. eine störende Nachbarschaft durch Immissionen entstehen wird, muss man die Planungsentscheidungen angreifen und nicht erst nach Heranrücken der Bebauung die letzte umzusetzende Baugenehmigung vor der Haustür. Zwar ist man als Dritter am Baugenehmigungsverfahren zu beteiligen, jedoch ist man dann bereits materiell präkludiert und kann die Genehmigung in der Sache nicht verhindern (sog. Schweinemast-Fall).

## Zivilprozess
Im Zivilprozess kann vorläufiger Rechtsschutz erlangt werden durch:
- Arrest (§§ 916 ff. ZPO)
- Einstweilige Verfügung (§ 890, §§ 916 bis § 945 ZPO, insbesondere: §§ 935 ff., § 940 ZPO)
- Einstweilige Anordnung.

### Arrest
Der Arrest dient der Sicherung der Zwangsvollstreckung wegen einer Geldforderung. Häufigste Form ist der „dingliche Arrest“ (§ 917 ZPO), der angeordnet werden kann, wenn ohne dessen Verhängung die Vollstreckung eines im normalen Verfahren ergehenden Urteils vereitelt oder wesentlich erschwert werden würde. Die Entscheidung lautet dann, dass wegen einer bestimmten (nach Grund und Höhe zu bezeichnenden) Geldforderung der dingliche Arrest in das Vermögen des Antragsgegners angeordnet wird. Der erlassene dingliche Arrest ist Vollstreckungstitel und erlaubt die Zwangsvollstreckung durch Pfändung von beweglichem Vermögen oder Eintragung einer Sicherungshypothek bei Grundstücken, allerdings nur zum Zwecke der Sicherung, während eine Verwertung gepfändeter Gegenstände aufgrund des Arrests ausgeschlossen ist.

### Einstweilige Verfügung
Die einstweilige Verfügung ist die vorläufige Entscheidung des Gerichts im Eilverfahren, die der Sicherung eines nicht auf Geld gerichteten Anspruchs bis zur Entscheidung im Hauptsacheverfahren dient. Sie ist in §§ 935 bis § 942 ZPO geregelt.
Einstweilige Verfügungen sind nach § 935 ZPO zulässig, um die Veränderung eines bestehenden Zustands zu verhindern (Sicherungsverfügung) oder einen einstweiligen Zustand in Bezug auf ein streitiges Rechtsverhältnis zu regeln (§ 940 ZPO, Regelungsverfügung). Das Gericht bestimmt nach freiem Ermessen, welche Anordnungen zur Erreichung des Zweckes erforderlich sind. Die einstweilige Verfügung kann auch in einer Sequestration (Sicherstellungsverfügung) sowie darin bestehen, dass dem Antragsgegner eine Handlung geboten oder verboten wird (§ 938 Abs. 2 ZPO).
Die einstweilige Verfügung wird unter folgenden Voraussetzungen erlassen:
1. Verfügungsanspruch: Der Antragsteller muss einen Anspruch gegen den Antragsgegner haben (keinen Anspruch auf Geldzahlung), dessen Sicherung er begehrt.
2. Verfügungsgrund: Ein Verfügungsgrund besteht, wenn ohne die Verfügung die Durchsetzung des Anspruchs gefährdet wäre oder die Verfügung zur Erhaltung des Rechtsfriedens notwendig erscheint. Der Verfügungsgrund ist der Anlass, aus dem die Verfügung begehrt wird.
3. Verfügungsgesuch (§ 936, § 920 ZPO): Das Gesuch muss den zu sichernden Anspruch und den Verfügungsgrund enthalten. Es kann entweder schriftlich oder zu Protokoll der Geschäftsstelle erklärt werden (§ 920 Abs. 3 ZPO). Bedingt durch diese im Gesetz vorgesehene zweite Alternative ist die Stellung des Gesuchs auch ohne Hinzuziehung eines Rechtsanwalts möglich, selbst wenn es sich beim zuständigen Gericht um ein Landgericht handelt (§ 78 Abs. 3 ZPO). Zuständig ist grundsätzlich das Gericht der Hauptsache (§ 937, § 943, § 802 ZPO), in Ausnahmefällen das Gericht der belegenen Sache (§ 942 ZPO).

Sowohl der Anspruch als auch der Verfügungsgrund sind glaubhaft zu machen. Dafür steht dem Antragsteller neben den fünf im Hauptsacheverfahren vorgesehenen Beweismitteln, beschränkt auf präsente Beweismittel, auch noch die Versicherung an Eides statt zur Verfügung (§ 920 Abs. 2, § 294 ZPO).
Ist der Erlass einer einstweiligen Verfügung zu befürchten, kann der Gegner vorab durch das Hinterlegen einer Schutzschrift bei den als zuständig in Frage kommenden Gerichten seinen Standpunkt dem Gericht bereits frühzeitig zu Gehör bringen. Ist die einstweilige Verfügung erlassen worden, kann der Antragsgegner mittels Widerspruchs erreichen, dass das Gericht über die einstweilige Maßnahme mündlich verhandelt und durch Urteil entscheidet.
Eine einstweilige Verfügung wird – anders als ein Urteil im Hauptsacheverfahren – nicht von Amts wegen an die gegnerische Partei zugestellt, sondern muss vom Antragsteller selbst mittels eines Gerichtsvollziehers innerhalb eines Monats nach Erlass zugestellt werden, um vollstreckbar zu sein (Zustellung im Parteibetrieb, § 936, § 922 Abs. 2, § 929 Abs. 2 ZPO). Wird die Vollziehung vor der Zustellung vorgenommen, muss gemäß § 929 Abs. 3 ZPO die Zustellung innerhalb von sieben Tagen nach der Vollziehung und vor Ablauf der Monatsfrist nach § 922 Abs. 2 ZPO vorgenommen werden. Dies ist eine Ausnahme von den grundsätzlichen Vorschriften der § 750, § 751 ZPO, wonach u. a. erst vollstreckt werden darf, wenn das Urteil oder die Vollstreckungsklausel zugestellt worden ist.
Erweist sich eine einstweilige Verfügung als ungerechtfertigt (vgl. § 945 ZPO), so kann der Gegner gegen den Antragsteller einen Schadensersatzanspruch geltend machen. Dies gilt auch dann, wenn den Antragsteller kein Verschulden trifft. Aus diesem Grund stellt das Erwirken einer einstweiligen Verfügung stets ein Kostenrisiko für den Antragsteller dar.
Besteht der Inhalt der Verfügung in dem Unterlassen einer Handlung oder der Duldung der Vornahme einer Handlung, so kann dies durch Ordnungsgeld oder Ordnungshaft erzwungen werden. Diese Ordnungsmittel sind vorher anzudrohen. Der zulässige Rahmen beträgt 250.000 Euro oder sechs Monate Haft, die verhängte Gesamthaftzeit darf zwei Jahre nicht überschreiten.
Einfache Formulierung im Antrag: „unter Androhung eines Ordnungsgeldes von bis zu 250.000 Euro, ersatzweise Ordnungshaft oder Ordnungshaft bis zu sechs Monaten“
Die Androhung dieses Rahmens sagt jedoch noch nichts über die Höhe eines tatsächlich zu erwartenden Ordnungsmittels aus. Die Verurteilung zu einem Ordnungsmittel erfordert die Durchführung eines neuen Verfahrens (vgl. § 890, § 891 ZPO).

### Einstweilige Anordnung
Neben Arrest und einstweiliger Verfügung gibt es in verschiedenen Arten und Phasen des Verfahrens auch noch vorläufigen Rechtsschutz in Form der einstweiligen Anordnung, etwa im Rahmen von Beschwerdeentscheidungen (§ 570 ZPO) sowie in Verfahren der Zwangsvollstreckung (§ 707, § 719, § 732, § 769, § 770, § 771, § 805 ZPO).

## Arbeitsgerichtliche Verfahren
Im arbeitsgerichtlichen Verfahren gilt gemäß § 9 ArbGG der sogenannte Beschleunigungsgrundsatz. Die Verfahren vor den Arbeitsgerichten sind wegen der besonderen Bedeutung der Erwerbsarbeit und des Arbeitseinkommens auch im Hauptsacheverfahren immer zu beschleunigen, insbesondere die Bestandsstreitigkeiten. Wenn aufgrund der Lage des Einzelfalles auch diese Beschleunigung nicht ausreicht, stehen dieselben Verfahren wie im zivilgerichtlichen Verfahren zur Verfügung, denn die ZPO ist gemäß § 46 ArbGG auch im arbeitsgerichtlichen Verfahren anwendbar. Von Bedeutung sind hier vor allem einstweilige Verfügungen zur Durchsetzung des Urlaubsanspruches und des Arbeitsentgeltes sowie des Weiterbeschäftigungsanspruches nach gewonnenem Kündigungsschutzprozess in der ersten Instanz.

## Verfahren der freiwilligen Gerichtsbarkeit
Hier gab es bis zum 30. Juni 2007 vorläufigen Rechtsschutz durch einstweilige Anordnung im Verfahren nach dem Wohnungseigentumsgesetz (§ 44 Abs. 3 WEG a.F.) und im Rahmen von Beschwerdeverfahren nach § 24 Abs. 3 FGG a.F. Mit Novellierung des WEG ist das WEG-Verfahren der freiwilligen Gerichtsbarkeit entzogen worden. Seit dem 1. Juli 2007 werden WEG-Sachen im Zivilprozess entschieden; d. h., dass auch diesbezüglich die einstweilige Verfügung und nicht die einstweilige Anordnung die richtige Verfahrensart ist.
Vorläufige Maßnahmen können in besonderen Verfahrensarten nach dem FamFG durch einstweilige Anordnung getroffen werden, so in Familienstreitsachen (§ 119 Abs. 1 FamFG), in Kindschaftssachen § 157 FamFG, in Gewaltschutzsachen (§ 214 Abs. 1 FamFG), in Unterhaltssachen (§ 242 FamFG), in Betreuungssachen (§ 300 bis § 302 FamFG) und in Unterbringungssachen (§ 331 FamFG).

## Strafprozess
Hinsichtlich der am stärksten eingreifenden vorläufigen Maßnahme, der Untersuchungshaft, ist durch entsprechende Regelungen in der Strafprozessordnung gewährleistet, dass kurzfristig entschieden wird und neben einer intervallmäßigen jederzeit eine neue Haftprüfung auf Antrag des Betroffenen stattfinden kann (§ 115, § 115a, § 117, § 118 Abs. 5 StPO).
Im Beschwerdeverfahren (§ 307 Abs. 2 StPO) und bei einigen besonderen Entscheidungen (§ 360 Abs. 2 oder § 458 Abs. 3 StPO) gibt es die Möglichkeit, die Vollziehung einer Entscheidung auszusetzen oder eine einstweilige Anordnung zu erlassen.
Als besondere Art vorläufigen Rechtsschutzes können durch Strafverfolgungsorgane Gegenstände oder ihre Surrogate die der Einziehung § 74 StGB oder dem Verfall § 73 StGB unterliegen oder um dem Verletzten bei der Verfolgung von Schadensersatzansprüchen behilflich zu sein (Zurückgewinnungshilfe) beschlagnahmt werde, § 111b Abs. 5, § 111h, § 111i StPO.

## Anfechtung von Justizverwaltungsakten
Im Verfahren gegen Justizverwaltungsakte (§ 23 bis § 30 EGGVG) ist mangels Regelungen im EGGVG – allerdings umstritten – einstweiliger Rechtsschutz im Wege analoger Anwendung möglich. Insbesondere verweist § 29 Abs. 3 EGGVG auf das FamFG, insbesondere die §§ 71 ff. FamFG.

## Verwaltungsgerichtsbarkeit
Gegen einen Verwaltungsakt, der in Rechte des Bürgers eingreift, wird vorläufiger Rechtsschutz in der Regel schon durch das Gesetz gewährt. Der Bürger ist vor einer sofortigen Durchsetzung derartiger Verwaltungsakte grundsätzlich geschützt, sobald er gegen sie förmlich vorgeht. Anfechtungswiderspruch und Anfechtungsklage haben aufschiebende Wirkung (§ 80 Abs. 1 Satz 1 VwGO).
Der Verwaltungsakt ist kraft der aufschiebenden Wirkung vorläufig nicht vollstreckbar oder vollziehbar, obwohl er mit Bekanntgabe wirksam wird und zu beachten ist. Auch sonstige rechtliche oder tatsächliche Folgerungen dürfen aus dem Verwaltungsakt nicht gezogen werden (z. B. Geldbuße).
Der Grundsatz des § 80 Abs. 1 VwGO ist in der Praxis häufig durchbrochen (§ 80 Abs. 2 VwGO):
- bei der Anforderung von öffentlichen Abgaben und Kosten (z. B. Erschließungsbeitrag, auch bei kommunalen Steuern)
- bei unaufschiebbaren Anordnungen und Maßnahmen von Polizeivollzugsbeamten (Hierzu zählen analog auch Verkehrszeichen und Verkehrseinrichtungen.)
- in anderen durch Bundesgesetz oder für Landesrecht durch Landesgesetz vorgeschriebenen Fällen, insbesondere für Widersprüche und Klagen Dritter gegen Verwaltungsakte, die Investitionen oder die Schaffung von Arbeitsplätzen betreffen
- bei Maßnahmen in der Verwaltungsvollstreckung (z. B. Festsetzung eines Zwangsgeldes), wenn durch den Landesgesetzgeber vorgesehen
- in sonstigen Fällen, in denen die Behörde die sofortige Vollziehung im überwiegenden öffentlichen Interesse oder im überwiegenden Interesse eines Beteiligten besonders angeordnet hat (z. B. Anordnung, einen morschen Baum zu fällen). In diesen Fällen muss das überwiegende öffentliche Interesse oder das überwiegende Interesse des Beteiligten besonders begründet werden (§ 80 Abs. 3 VwGO). Die Begründung darf sich nicht nur in einer Wiedergabe des Gesetzes oder in bloß formel- und floskelhaften Wendungen erschöpfen – vielmehr ist eine einzelfallbezogene Darlegung erforderlich. Auch eine Bezugnahme auf die Gründe für den Verwaltungsakt genügt regelmäßig nicht (anders u. U. bei Maßnahmen zur Gefahrenabwehr). Die Anordnung der sofortigen Vollziehung ist selbst kein Verwaltungsakt, da keine "Regelung" iSd. § 35 Satz 1 VwVfG gegeben ist.[5] Überdies sprechen Sinn und Zweck gegen die Annahme eines Verwaltungsaktes, da ansonsten auch gegen diese Anordnung erneut Widerspruch mit aufschiebender Wirkung eingelegt werden könnte und somit eine Spiralwirkung einsetzen würde.

Die Behörde, die den Verwaltungsakt erlassen hat, und die Widerspruchsbehörde können, wenn der Widerspruch nach § 80 Abs. 2 VwGO kraft Gesetzes oder aufgrund behördlicher Anordnung keine aufschiebende Wirkung hat, die sofortige Vollziehung aussetzen (§ 80 Abs. 4 VwGO).
Im Verwaltungsprozessrecht wird vorläufiger Rechtsschutz auf Antrag durch das Verwaltungsgericht gewährt, das über die Hauptsache zu entscheiden hat oder zu entscheiden hätte (Gericht der Hauptsache). Zu unterscheiden sind:
- Anordnung der aufschiebenden Wirkung von Widerspruch und Anfechtungsklage, wenn sie originär nicht gegeben ist, also die Regel des § 80 Abs. 1 VwGO nicht greift (§ 80 Abs. 2 Satz 1 Nr. 1 bis 3, § 80 Abs. 5, § 80a VwGO),
- Wiederherstellung der aufschiebenden Wirkung, wenn sie zuvor beseitigt wurde (§ 80 Abs. 2 Satz 1 Nr. 4; § 80 Abs. 5, § 80a VwGO),
- Feststellung der aufschiebenden Wirkung (§ 80 Abs. 5 VwGO analog), wenn die Behörde das Eintreten der aufschiebenden Wirkung bestreitet, z. B. weil sie der Auffassung ist, dass der Rechtsbehelf verfristet erhoben wurde,
- einstweilige Anordnung in allen sonstigen Fällen (§ 123 VwGO): Es ist zwischen der Sicherungsanordnung gemäß § 123 Abs. 1 Satz 1 VwGO zur Bewahrung des status quo und der Regelungsanordnung gemäß § 123 Abs. 1 Satz 2 VwGO zum Erlass einer Maßnahme zu unterscheiden.

Auch im Verfahren der Normenkontrolle ist vorläufiger Rechtsschutz durch Erlass einer einstweiligen Anordnung gegeben (§ 47 Abs. 6 VwGO).
Nicht speziell geregelt ist in der VwGO ein Arrest zur Sicherung der Zwangsvollstreckung wegen einer Geldforderung; bei Bedarf einer entsprechenden Sicherung ist mit der einstweiligen Anordnung in sonstigen Fällen nach § 123 VwGO vorzugehen.

## Finanzgerichtliches Verfahren
Die Rechtslage ist der im Verwaltungsgerichtsprozess ähnlich. Allerdings ordnet das Gericht bei vollstreckungsfähigen Bescheiden nicht die aufschiebende Wirkung an, sondern die Aussetzung der Vollziehung des Steuerbescheids (§ 69 Abs. 2 FGO). Vorangegangen sein muss – ähnlich wie bei Abgabenbescheiden, deren Überprüfung durch die Verwaltungsgerichte erfolgt (siehe dort § 80 Abs. 6 VwGO) – ein vorheriger Antrag an die Finanzbehörde (§ 361 AO), der erfolglos geblieben ist (§ 69 Abs. 4 FGO).
Eine Aussetzung der Vollziehung scheidet aus, wenn der Steuer- oder Haftungsbescheid bestandskräftig (unanfechtbar) geworden ist, weil z. B. die Einspruchsfrist abgelaufen ist, ohne dass Rechtsmittel eingelegt wurden. Dann kommt auch keine Gewährung der Aussetzung der Vollziehung aus Billigkeitsgründen in Betracht. Eine Aussetzung der Vollziehung wegen unbilliger Härte scheidet aus, wenn keine Zweifel an der Rechtmäßigkeit des angefochtenen Verwaltungsakts bestehen. Im Rahmen einer gewährten Aussetzung der Vollziehung müssen Aussetzungszinsen gezahlt werden, wenn der Einspruch zurückgewiesen wird. Diese betragen 6 % pro Jahr. Neben dem Antrag auf Aussetzung der Vollziehung bleiben Stundungsanträge oder ein Erlass möglich.
Liegt kein aussetzungsfähiger Verwaltungsakt vor (Ablehnung von Stundung und Erlass, oder wird eine Erstattung begehrt), so kommt nur die einstweilige Anordnung gemäß § 114 FGO in Betracht.

## Sozialgerichtliches Verfahren
Vorläufiger Rechtsschutz in der Sozialgerichtsbarkeit ist ähnlich ausgestaltet wie im verwaltungsgerichtlichen Verfahren (§ 86a und § 86b SGG).

## Verfahren vor dem Bundesverfassungsgericht
Im Verfahren vor dem Bundesverfassungsgericht kann im Streitfall ein Zustand durch einstweilige Anordnung nach § 32 BVerfGG vorläufig geregelt werden, wenn dies zur Abwehr schwerer Nachteile, zur Verhinderung drohender Gewalt oder aus einem anderen wichtigen Grund zum gemeinen Wohl dringend geboten ist. Es soll die Schaffung vollendeter Tatsachen, die eine Entscheidung im Hauptsacheverfahren obsolet machen könnten, vermieden werden.
Das Gericht bezieht sich dabei auf die sog. Doppelhypothese, bei der die Nachteile, die einträten, wenn eine einstweilige Anordnung nicht erginge, das Hauptsacheverfahren aber Erfolg hätte, abgewogen werden mit den Nachteilen, die entstünden, wenn die begehrte einstweilige Anordnung erlassen würde, dem Hauptsacheverfahren aber letztlich der Erfolg zu versagen wäre. Es muss gegeneinander abgewogen werden, welche Beeinträchtigungen die Parteien im Falle des Erlasses der einstweiligen Anordnung zu gewärtigen hätten und welche Beeinträchtigungen im Falle des Nicht-Erlasses eintreten würden. Das BVerfG tritt in die Folgenabwägung jedoch nur ein, wenn sich das Hauptsacheverfahren weder als offensichtlich unzulässig noch als offensichtlich unbegründet erweist. Liegt ein Fall besonderer Dringlichkeit i. S. d. § 32 Abs. 2 Satz 2 BVerfGG vor, kann eine Stellungnahme der Parteien unterbleiben.
Dasselbe gilt für das Verfahren vor dem Bayerischen Verfassungsgerichtshof (BayVerfGH). Art. 26 BayVerfGHG ist dem § 32 BVerfGG nachgebildet.

### Zum verwaltungsgerichtlichen Verfahren
- Klaus Finkelnburg, Matthias Dombert, Christoph Külpmann: Vorläufiger Rechtsschutz im Verwaltungsstreitverfahren. 6. Auflage. C. H. Beck, München 2011, ISBN 978-3-406-60447-8.
- Martin Redeker: Vorläufiger Rechtsschutz im Verwaltungsprozess – gewusst wie. Anwaltsblatt 2012, S. 870.

### Zum sozialgerichtlichen Verfahren
- Thomas Krodel: Das sozialgerichtliche Eilverfahren. 3. Auflage. Nomos Verlag, Baden-Baden 2012, ISBN 978-3-8329-6274-6.

### Zum finanzgerichtlichen Verfahren
- Fritz Gräber: Finanzgerichtsordnung. 7. Auflage. C. H. Beck Verlag, München 2010, ISBN 978-3-406-59693-3.
- Franz Klein: Abgabenordnung. 11. Auflage. C. H. Beck Verlag, München 2012, ISBN 978-3-406-62044-7.

### Zum verfassungsgerichtlichen Verfahren
- Rüdiger Zuck: Das Recht der Verfassungsbeschwerde, 4. Auflage 2013, Rn. 1099 ff.